# 王方定
王方定（1928年—），男，四川自贡人，生于辽宁沈阳，中国放射化学家，中国原子能科学研究院研究员，中国科学院院士。

## 生平
王方定1953年毕业于四川化工学院化学工程系（后并入成都工学院）。曾参加铀矿石的分析、处理研究。1958年开始从事核武器研制中的放射化学工作至今。

## 学术贡献
王方定最重要的贡献在于研制了引发原子弹链式核反应的中子源材料作为点火部件。